# Serichlamys mellimitis
Serichlamys mellimitis (лат.) — вид мух-журчалок рода Serichlamys из подсемейства Microdontinae (Syrphidae). Эндемик Бразилии.

## Этимология
Название этого вида служит отсылкой к виду Serichlamys mitis (Curran), с которым этот вид очень похож. Префикс melli (от греческого mellis, мёд) был выбран потому, что этот вид более медового цвета, чем S. mitis.

## Распространение
Встречается на территории Южной Америки: Бразилия (Белу-Оризонти, штат Минас-Жерайс).

## Описание
Муха-журчалка длиной 5,5—6,5 мм. Внешне этот вид больше всего похож на Serichlamys melamitis и S. mitis, с которыми их объединяет чёрное лицо с усиками, в которых постпедицел имеет тёмный кончик. Этот вид отличается от двух других характерно сформированным тусклым пятном на тергите 3, которое широкое и имеет три задних «доли» или расширения. Он также отличается от двух других видов широко жёлтыми боковыми краями тергитов 2-4.

## Таксономия
Вид был впервые описан в 2025 году голландским диптерологом Menno Reemer (Naturalis Biodiversity Center, Лейден, Нидерланды) и эквадорским энтомологом Ximo Mengual (Instituto Nacional de Biodiversidad, Кито, Эквадор).